# Ben Braun
Benjamin Abraham Braun, meglio noto come Ben Braun (Chicago, 25 novembre 1953), è un allenatore di pallacanestro statunitense.

## Palmarès
- Campione NIT (1999)